# Cattania petrovici
Cattania petrovici е вид охлюв от семейство Helicidae. Видът е почти застрашен от изчезване.

## Разпространение
Разпространен е в Албания.

## Описание
Популацията на вида е стабилна.